# Jakob Haselhuber
Jakob Haselhuber (* 19. März 1960 in Landshut) ist ein deutscher Diplomat. Er ist seit August 2021 Botschafter der Bundesrepublik Deutschland in Liberia.

## Leben
Nach dem Abitur studierte Jakob Haselhuber Romanistik und Völkerrecht. Er schloss das Studium im Juni 1989 in Zürich mit einem Master ab.
Während des Studiums arbeitete er als Dolmetscher und Übersetzer und nach Ende des Studiums bis April 1991 als freier Mitarbeiter eines Verlages in Deutschland. Von Oktober 1989 bis März 1990 absolvierte Haselhuber ein Praktikum bei der Europäischen Kommission in Brüssel.
An der Universität Duisburg-Essen promovierte Haselhuber 2012 mit einer Dissertation zum Thema Mehrsprachigkeit in der Europäischen Union. Neben seiner Tätigkeit als Diplomat hält Haselhuber Vorlesungen und publiziert zu sprachwissenschaftlichen Themen.
Haselhuber ist Vater von vier Kindern.

## Laufbahn
Im Mai 1991 trat Haselhuber In den Auswärtigen Dienst ein und absolvierte zunächst den Vorbereitungsdienst für den höheren Auswärtigen Dienst. Von Mai 1993 bis Juli 1994 arbeitete er in der UN Abteilung des Auswärtigen Amtes, wechselte dann zur Ständigen Vertretung bei der OSZE in Wien und wurde 1996 als Berater zum OSZE Hohen Kommissar für nationale Minderheiten nach Den Haag versetzt. 1998 kehrte er in das Auswärtige Amt zurück und wirkte in der Politischen Abteilung für Latein- & Mittelamerika. Im August 2001 ging er als Stellvertretender Leiter an die Botschaft in La Paz, Bolivien. Dort blieb er bis Oktober 2004 und ging dann als politischer Berater des Oberkommandierenden zum NATO Einsatzkommando in Brunssum, (Niederlande).
Ab 2006 war Haselhuber wieder im Auswärtigen Amt tätig, zunächst als Leiter der Einheit für Europäische Angelegenheiten und von 2007 bis 2010 als stellvertretender Leiter der Abteilung zur Bekämpfung von Terrorismus, Drogen und Organisierter Kriminalität. Von 2010 bis 2013 war Haselhuber stellvertretender Leiter der Botschaft in Havanna (Kuba), dann stellvertretender Leiter der Botschaft in Ljubljana (Slowenien). Nach einer Station als Wissenschaftsreferent an der Botschaft in Mexiko wurde Haselhuber Ende 2019 zum Botschafter im Tschad mit Dienstsitz in N’Djamena ernannt. Dort wurde er Mitte 2021 von Gordon Kricke abgelöst und wechselte als Botschafter an die deutsche Vertretung in Monrovia/Liberia.

## Veröffentlichungen
- Haselhuber, Jakob: Mehrsprachigkeit in der Europäischen Union : eine Analyse der EU-Sprachenpolitik, mit besonderem Fokus auf Deutschland : umfassende Dokumentation und Perspektiven für die Zukunft. Peter Lang, Internationaler Verlag der Wissenschaften, Frankfurt am Main 2012, ISBN 978-3-653-02974-1 (Zugl.: Duisburg, Essen, Univ., Diss., 2012).
- Schneider-Wiejowski, Karina, Kellermeier-Rehbein, Birte, Haselhuber, Jakob: Vielfalt, Variation und Stellung der deutschen Sprache. Berlin 2013, ISBN 978-3-11-030999-7.
- Eine neue Sprachenpolitik für die Europäische Union. In: Akten des XIII. Internationalen Germanistenkongresses Shanghai 2015 : Germanistik zwischen Tradition und Innovation / Band 5. Frankfurt am Main 2017, ISBN 978-3-631-70762-3.